# Buss (Insel)

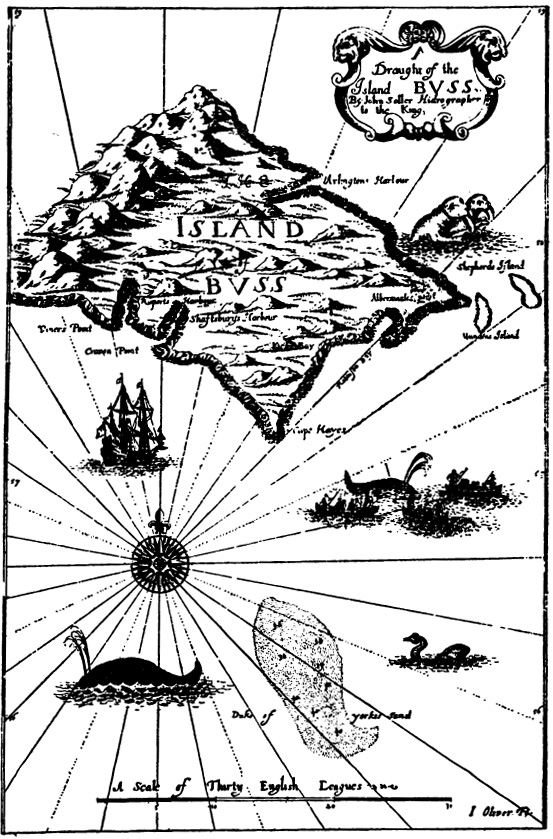
Karte von Buss

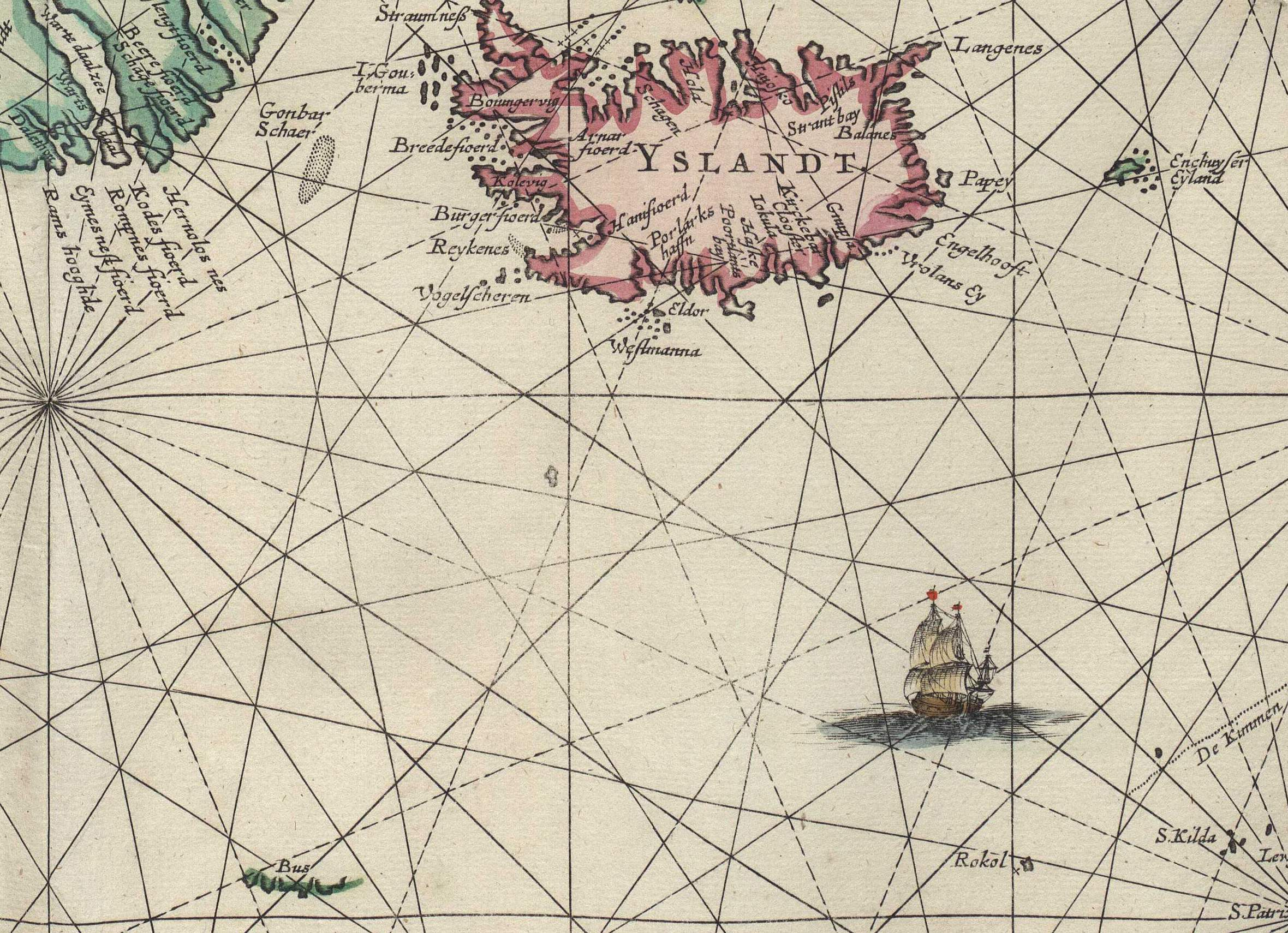
Portolankarte von Johannes Janssonius mit den Phantominseln Enchuysen und Buss

Buss (auch Busse oder Bus) ist eine Phantominsel, die sich vom späten 16. Jahrhundert bis ins 19. Jahrhundert hinein auf Karten des Atlantiks hielt. Sie wurde angeblich während der dritten Expedition von Martin Frobisher im September 1578 von Seeleuten entdeckt, die sich an Bord einer Büse (englisch Buss), so der Name des Schiffstyps, mit Namen Emmanuel befanden, daher der Name der Insel.
Drei Jahrhunderte lang fand sich diese Insel dann auf Karten zwischen Irland und einer weiteren Phantominsel, Frisland, auf etwa 57° nördlicher Breite eingezeichnet. Wahrscheinlich hielt die Besatzung der Emmanuel, wie andere vor und nach ihnen, die Südspitze von Grönland für eine neue Insel bzw. die Insel Frisland und kam so zu falschen Einschätzungen ihrer Position. Fehleinschätzungen der Strömungen in diesem Gebiet können leicht zu Fehlberechnungen von Entfernungen und Positionen führen. Vielleicht wurden auch optische Effekte in der Nähe Grönlands für Land gehalten. Allerdings spricht die Genauigkeit, mit der die Küstenumrisse von Buss auf den Karten verzeichnet waren, und die Hartnäckigkeit, mit der sie sich jahrhundertelang auf den Karten hielt, dafür, dass die Insel ein reales Vorbild (nämlich Südgrönland) hatte und auch nach der Emmanuel Seefahrer diesem Südgrönland-Buss-Irrtum unterlagen.
James Hall berichtete 1606, die Insel gesehen zu haben, Zachariah Gillam 1668. Ein gewisser Thomas Shepard beanspruchte für sich, die Insel 1671 bereist und ihre Umrisse erforscht zu haben. 1675 verlieh der englische König Buss für £ 65 der Hudson’s Bay Company als Eigentum, die 1676 eine erfolglose Expedition aussandte, um die Insel zu finden, woraufhin die Company das Interesse verlor. Mit zunehmendem Verkehr in dieser Meeresgegend wuchsen die Zweifel an der Existenz der Insel. 1745 kam die Theorie auf, dass die Insel Buss zwar einmal vorhanden gewesen, inzwischen aber „versunken“ sei. Diese Theorie erlangte eine gewisse Glaubwürdigkeit, da das Meer in der betreffenden Gegend relativ flach ist. Bis ins 19. Jahrhundert lebte Buss auf Atlantik- und Weltkarten in zweierlei Form weiter: Als Insel Buss oder als „Gebiet der versunkenen Insel Buss“. Keith Johnstons Atlas von 1856 war der letzte, auf dem die Insel verzeichnet war.